# Paul Marmottan
Paul Marmottan, né à Paris le 26 août 1856 et mort dans cette même ville le 13 mars 1932, est un historien de l’art, collectionneur et mécène français. Tant par son goût que par ses écrits, il est un précurseur dans la connaissance et l’étude de l’époque du Premier Empire.
À sa mort, il lègue sa collection, son hôtel particulier parisien et sa villa boulonnaise à l’Académie des beaux-arts qui en fait, respectivement, le musée Marmottan-Monet et la bibliothèque Marmottan. Ses dons à l’Assistance publique permettent également la création de l’hôpital Marmottan. Il effectue également en 1887 une donation pour enrichir les collections du Musée d'Art et d'Archéologie de Senlis après son transfert dans la chapelle de l'ancien hôpital de la Charité, où il est inauguré le 24 juillet 1887.

## Biographie

### Formation
D’une famille originaire des Flandres, fils de Jules Marmottan, riche industriel à la tête d’une société minière du Pas-de-Calais, Paul Albert Jules Marmottan naît à Paris le 26 août 1856.
De 1865 à 1874, il fait sa scolarité au collège de Juilly. En 1870, à l’initiative de son père, il séjourne plusieurs mois dans une institution rhénane, à Bonn, avant que la guerre franco-prussienne n’entraîne son retour précipité au pays. La paix rétablie, Paul Marmottan ne tarde pas à reprendre ses voyages à l’étranger : à vingt ans, il a ainsi déjà visité à plusieurs reprises l’Allemagne, l’Italie et, par deux fois, l’Égypte.

### Les débuts d'un jeune homme bien né
En 1877, comme bien des jeunes hommes cultivés de son temps, il publie à compte d'auteur un recueil de poésie, intitulé Les Primevères. Résident du XVIe arrondissement parisien, il écrit les « Nouvelles Chroniques de Passy » qui paraissent en feuilleton de 1879 à 1882 et dans lesquelles, « avec une conscience qui laisse présager les recherches et les travaux du futur membre de la Commission du Vieux-Paris », il restitue la physionomie de l’ancien Passy.
Parallèlement à ces articles – début d’une prolifique activité qui le verra écrire tant dans des feuilles confidentielles que dans de prestigieuses revues –, Marmottan suit la voie classique des études de droit, à l’université d’Aix-en-Provence. Licencié en 1880, il travaille dans le cabinet du préfet du Vaucluse tout en étant avocat stagiaire à la cour d’appel de Paris, puis, en 1882, grâce à l’appui de son oncle paternel, Henri Marmottan, député de la Seine, devient conseiller à la préfecture de l’Eure. Cette carrière, qu’il mène sous la pression familiale, est cependant loin de l’enthousiasmer : il se sent « bien plus porté vers les goûts délicats de l’artiste, du collectionneur, de l’homme de lettres, que vers les régions souvent troublées de la politique ou celles trop étroites du fonctionnarisme ».

### Le collectionneur
Dès lors, la mort de son père, qui survient le 10 mars 1883, lui permet d’abandonner la haute fonction publique. Héritier d’une grande fortune, le jeune Paul s’installe dans le pavillon de chasse acheté l’année précédente par Jules Marmottan en lisière du bois de Boulogne et se consacre désormais tout entier à sa passion de l’histoire et de l’art du Premier Empire.

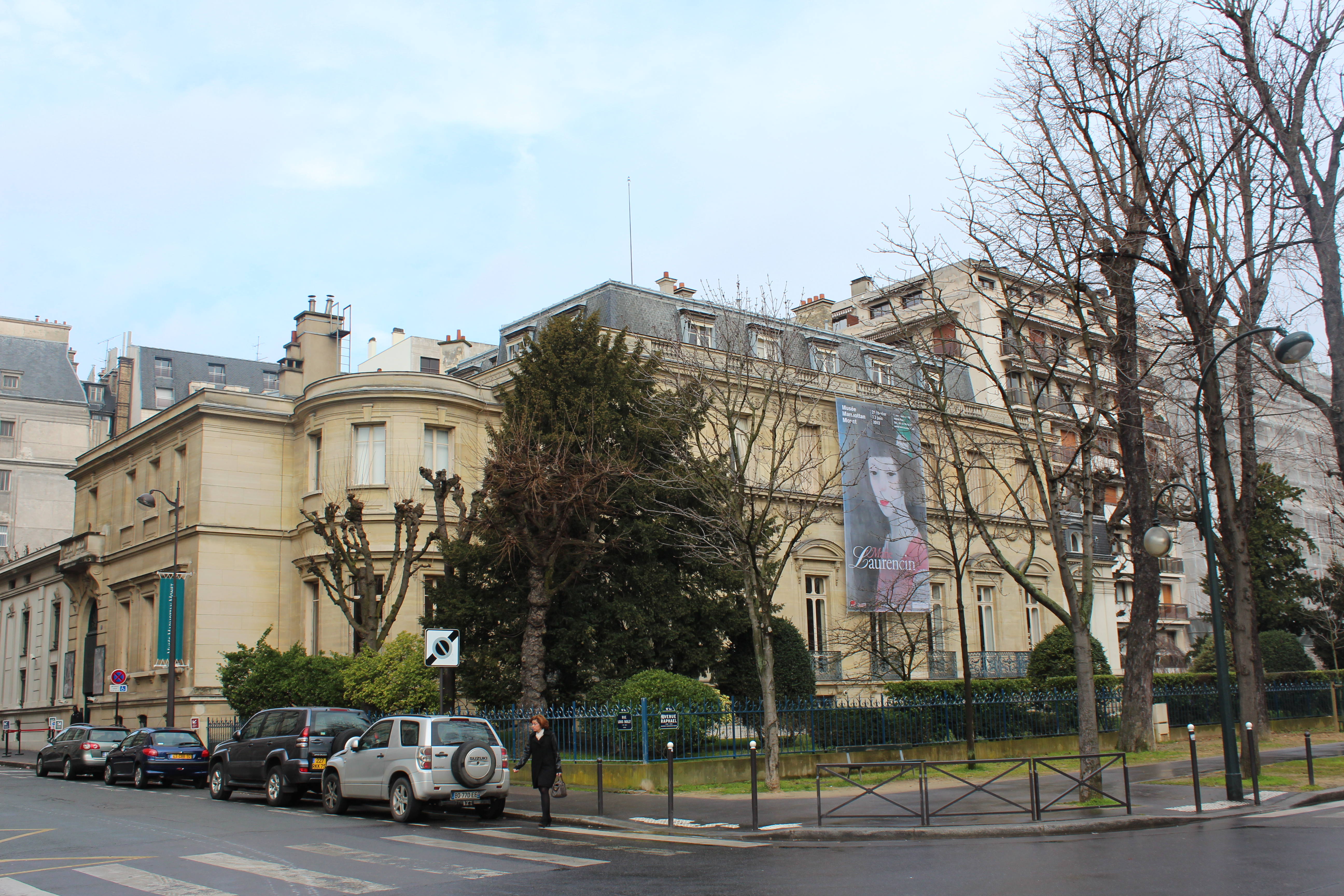
Le musée Marmottan Monet, à Paris.

Comme son père avant lui, il entreprend une collection qui, « étant donné l’ampleur de ses moyens financiers » étonne par sa modestie : « alors qu’il aurait aisément pu s’offrir de grandes œuvres » de maîtres célèbres, il préfère explorer une époque plus récente et alors délaissée. Originaire du nord, c’est assez logiquement qu’il s’intéresse aux peintres de cette région entre la fin du XVIIIe siècle et le début du XIXe siècle, faisant paraître en 1889 la première biographie des Watteau de Lille. Il achète plusieurs tableaux des paysagistes néoclassiques sur lesquels il écrit dès 1886 un ouvrage de référence, L’École française de peinture (1789–1830), avant de publier une recherche inédite sur Pierre-Henri de Valenciennes. Plus généralement, c’est tout un ensemble de toiles, meubles et objets de la période napoléonienne qu’il acquiert et place au début du siècle dans son pavillon, mettant particulièrement en valeur les six grandes représentations des demeures impériales peintes par Jean-Joseph-Xavier Bidauld en collaboration avec Carle Vernet et Louis Boilly. Ce dernier devient l’un de ses artistes de prédilection puisqu’il finit par rassembler une trentaine de ses portraits et rédige en 1913 une monographie essentielle, Le peintre Louis Boilly (1761–1845). Cette même année, la rue de son pavillon, transformé, grâce à des achats de terrains mitoyens, en un luxueux hôtel particulier – aujourd’hui le musée Marmottan-Monet –, est d’ailleurs baptisée du nom du peintre.
Ayant l’intuition que l’Europe dite napoléonienne ne fut « pas seulement un passage momentané mais le lieu d’une adaptation décisive au monde moderne », Marmottan n’a de cesse de la parcourir et de voyager pour collecter le plus grand nombre possible de témoignages, se rendant en 1892 jusqu’en Pologne et en Russie sur les traces de l’Empereur et de sa Grande Armée.

### L'érudit en histoire et histoire de l'art

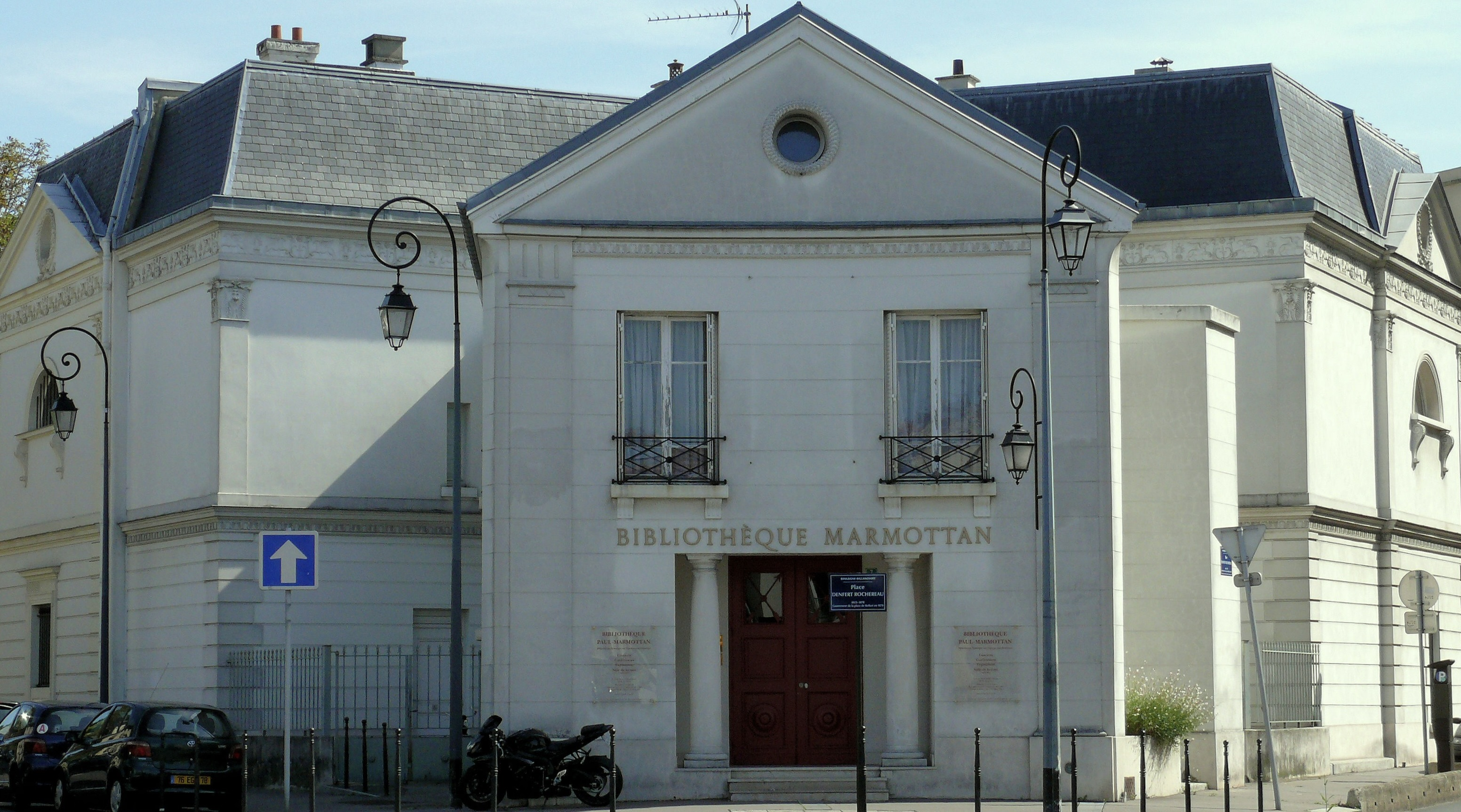
La bibliothèque Marmottan, à Boulogne-Billancourt.

Comme ses écrits en témoignent, Paul Marmottan n’est donc pas qu’un collectionneur. Il a une véritable appétence pour la recherche et l’érudition, qui le conduisent à acquérir des milliers de livres et brochures de l’époque napoléonienne. Il rassemble l’essentiel de cette documentation inestimable dans la villa qu’il se fait construire à Boulogne-sur-Seine dans les années 1910, aujourd’hui la bibliothèque Marmottan, qu’il meuble et décore dans le style Empire.
Ce faisant, il devient l’un des meilleurs connaisseurs de l’Empire, tant pour son histoire que pour son art et son administration. « Sans du tout négliger l’histoire militaire », il s’intéresse « plus spécialement à l’organisation matérielle des pays conquis : en Napoléon, c’est l’administrateur qu’il admire plus encore que le […] conquérant. Voilà pourquoi il […] accumule sur les rayons de sa Bibliothèque ces annuaires-guides, tableaux statistiques, dictionnaires, calendriers, cartes, rapports, actes, journaux, relations de voyage, etc. ».

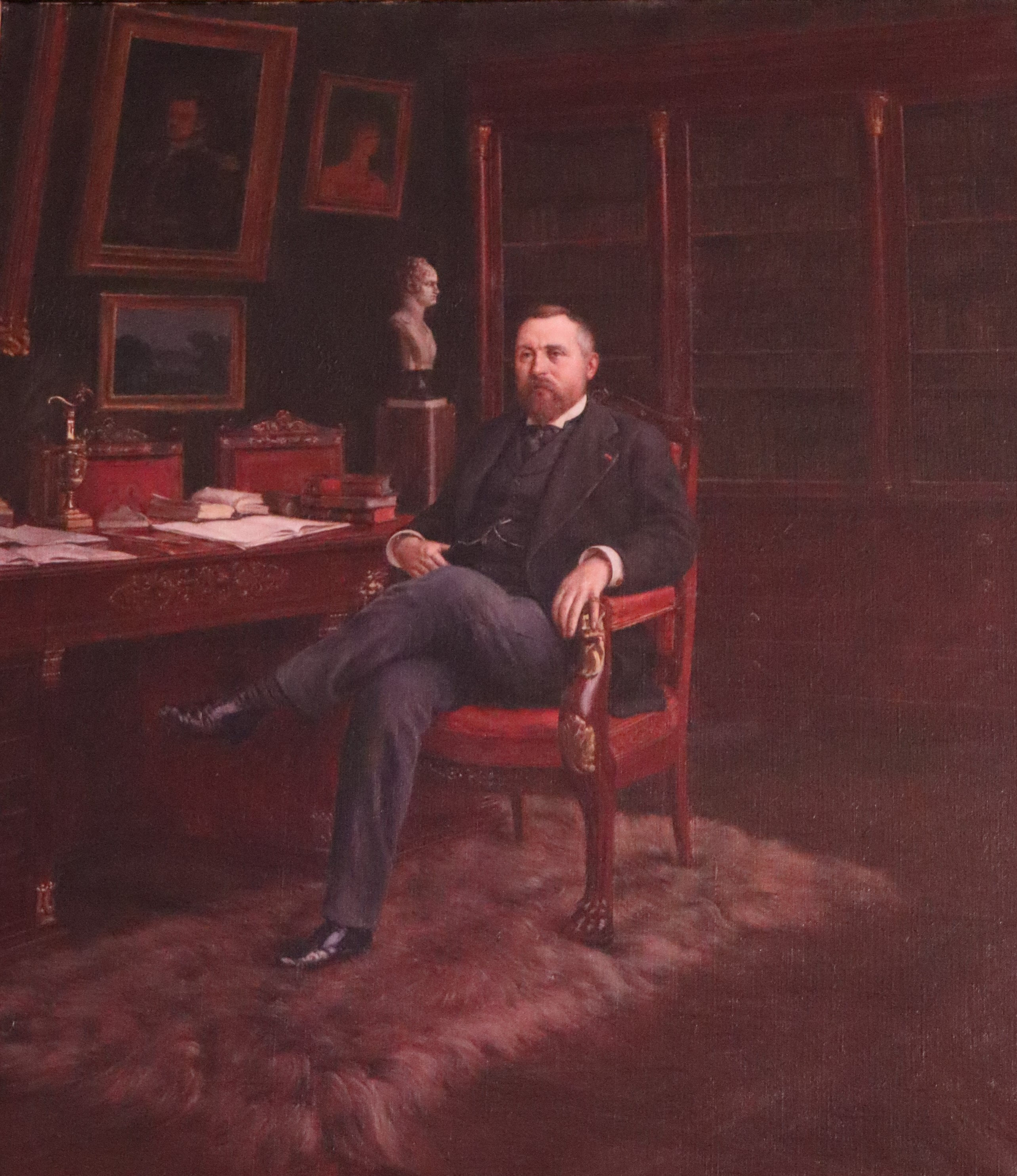
Paul Marmottan dans son cabinet de travail de la bibliothèque Marmottan, peint par Georg von Rosen en 1899.

Sa méthode en histoire de l'art est novatrice pour l’époque en ce qu’il cherche toujours à étayer son propos sur l’archive ou la pièce justificative, qu’il cite in extenso, voire reproduit par la photographie, dans ses ouvrages.
Ses travaux l’amènent à s’engager dans la vie associative. Membre fondateur de la Société de la Sabretache en 1890 – à l’origine du musée historique de l’Armée, ancêtre du musée de l’Armée –, Marmottan est nommé officier de l’Instruction publique en 1894. Il est également membre du comité de la Société des amis des monuments parisiens (1889–1900), vice-président (1906) puis président (1911–1913) de la Société historique d’Auteuil et de Passy, membre de la Société historique et archéologique des VIIIe et XVIIe arrondissements (1908), et enfin membre de la Commission du Vieux-Paris de 1913 à sa mort.

### Le mécène et bienfaiteur
Marié en 1885 à Gabrielle Rheims avant d’en divorcer en 1894, resté par la suite célibataire et sans descendants, Paul Marmottan donne de son vivant de nombreuses œuvres à une vingtaine de musées dans toute la France, dont le musée d'Art et d'Histoire de Saint-Denis qui reçoit de sa part la somme de 140 000 francs. Il laisse également par testament 100 000 francs pour récompenser un ouvrage d’histoire de l’art (prix Paul-Marmottan) et lègue ses deux résidences ainsi que les collections qu’elles conservent à l’Académie des beaux-arts (musée Marmottan-Monet et bibliothèque Marmottan). Par ailleurs, il fait un don important à l’Assistance publique, permettant la création de l’hôpital du XVIIe arrondissement qui porte aujourd’hui son nom.
Il est fait chevalier de la Légion d'honneur le 2 août 1922 par décret du ministre de l'Instruction publique.
Paul Marmottan est enterré dans une chapelle du cimetière de l'Ouest, à Boulogne-Billancourt (6e division).

## Publications
Ayant commencé à publier ses recherches dès l’âge de 21 ans, Paul Marmottan est l’auteur d’une bibliographie de plus de deux cents titres.

### Ouvrages
- Paul Marmottan, Les Primevères, poésies, Paris, Sandoz et Fischbacher, 1877, 152 p. (BNF 30888134)
- Paul Marmottan, Les Statues de Paris, Paris, H. Laurens, [ca 1886], 256 p. (BNF 34218666, lire en ligne)
- Paul Marmottan, L'École française de peinture (1789–1830), Paris, H. Laurens, 1886, 470 p. (BNF 30888100, lire en ligne)
- Paul Marmottan, Les Peintres de la ville de Saint-Omer, depuis le Moyen Âge jusqu'à nos jours, Paris, impr. de E. Plon, Nourrit et Cie, 1888, 43 p. (BNF 30888130)
- Paul Marmottan, Notice historique & critique sur les peintres Louis & François Watteau dits : Watteau de Lille, Lille, impr. de L. Danel, 1889, 89 p. (BNF 30888121, lire en ligne)
- Paul Marmottan, Les Peintres de la ville d'Arras, depuis le Moyen Âge jusqu'à nos jours, Paris, impr. de E. Plon, Nourrit et Cie, 1889, V-64 p. (BNF 30888129)
- Paul Marmottan, Catalogue des tableaux et objets d'antiquités du musée de la ville de Condé-sur-Escaut (Nord) : précédé d'une Notice historique sur le château de Condé et sur la bibliothèque fondée en 1874, Condé-sur-Escaut, au musée, 1890, 24 p. (BNF 30888092, lire en ligne)
- Paul Marmottan, Le Général Pierre-Jacques Fromentin 1754–1830 : d'après les papiers déposés aux archives de la guerre et d'autres documents inédits, Paris et Valenciennes, Charavey frères et Lemaître, 1890, 59 p. (BNF 34083099, lire en ligne)
- Paul Marmottan, Jacques-Albert Gérin, peintre valenciennois du XVIIe siècle : réponse à M. Paul Foucart, Paris et Valenciennes, E. Lechevalier et Lemaître, 1893, VIII-44 p. (BNF 36018332)
- Paul Marmottan, Bonaparte et la république de Lucques, Paris, H. Champion, 1896, IX-132 p. (BNF 30888089)
- Paul Marmottan, Le Royaume d'Étrurie (1801–1807), Paris, P. Ollendorff, 1896, 379 p. (BNF 30888138)
- Marie de Laplace, Lettres de madame de Laplace à Elisa Napoléon, princesse de Lucques et de Piombino : réunies et annotées par Paul Marmottan, Paris, A. Charles, 1897, 192 p. (BNF 34029745, lire en ligne)
- Paul Marmottan, Élisa Bonaparte, Paris, H. Champion, 1898, 317 p. (BNF 34150697, lire en ligne)
- Paul Marmottan, Essai sur les peintres d'Épinal et des Vosges, depuis le Moyen Âge jusqu'à nos jours, Paris, G. Rapilly, 1898, 12 p. (BNF 30888102)
- Paul Marmottan, Documents sur le royaume d'Étrurie (1801–1807), Paris, É. Paul, 1900, VIII-80 p. (BNF 33354908)
- Paul Marmottan, Les Arts en Toscane sous Napoléon : la princesse Élisa, Paris, H. Champion, 1901, IV-304 p. (BNF 30888087, lire en ligne)
- Paul Marmottan, Voyage de Napoléon et d'Élisa à Venise (1807) : le Palais de Strà, Paris, J. Leroy, 1904, 42 p. (BNF 34029885, lire en ligne)
- Paul Marmottan, Sur la protection des animaux dans deux grandes villes d'Allemagne, Berlin et Francfort, rapport présenté à la Société protectrice des animaux de Paris, en octobre 1910, Paris, impr. de G. Gambart, 1910, 23 p. (BNF 30888141)
- Paul Marmottan, Le Palais du Napoléon II à Chaillot, Paris, P. Chéronnet, 1912, 80 p. (BNF 35993992)
- Paul Marmottan, Le Peintre Louis Boilly (1761–1845), Paris, H. Gateau, 1913, IX-297 p. (BNF 30888127)
- Paul Marmottan, Notre frontière naturelle, le Rhin, Paris, H. Floury, 1915, 47 p. (BNF 30888122)
- Paul Marmottan, Portrait de la princesse Élisa Baciocchi, Lucca, tip. di Baroni, 1915, 6 p. (BNF 30888133)
- Paul Marmottan, Le Palais impérial de Strasbourg, Paris, F. Alcan, 1917, 216 p. (BNF 35994047)
- Paul Marmottan, Une grande marque d'horlogerie française sous Napoléon : Abraham-Louis Breguet, Paris, L. Maretheux, imprimeur, 1923, 35 p. (BNF 30888147)
- Paul Marmottan, Le Paysagiste Nicolas-Didier Boguet (1755–1839), Paris, Gazette des beaux-arts, 1925, 20 p. (BNF 30888126)
- Paul Marmottan, Le Peintre Louis Gauffier, Paris, Gazettes des beaux-arts, 1926, 20 p. (BNF 34162285, lire en ligne)
- Paul Marmottan, Les Peintres François et Jacques Sablet, Paris, Gazette des beaux-arts, 1927, 18 p. (BNF 30888131)
- Paul Marmottan, La Jeunesse du peintre Fabre, Paris, Gazettes des beaux-arts, 1927, 21 p. (BNF 30888109)
- Paul Marmottan, Le Style Empire : architecture et décors d'intérieurs, t. IV, Paris, F. Contet, 1927, 12 p. (BNF 30888140)

### Préfaces
- Jules Guiffrey (préf. Paul Marmottan), La tapisserie de la chaste Susanne, notice historique et critique, Paris, impr. de E. Plon, Nourrit et Cie, 1887, 457 p. (BNF 30555602, lire en ligne)

### Articles
- Paul Marmottan, « Bonaparte et l'archipel toscan », Carnet de la Sabretache, Paris, Berger-Levrault,‎ 1900 (BNF 34029254, lire en ligne)
- Paul Marmottan, « Lucien Bonaparte et Napoléon en 1807 : Lucien Bonaparte à Florence (17 avril – 5 novembre 1808) », Revue historique, vol. LXXIX,‎ 1902 (BNF 34029863, lire en ligne)
- Paul Marmottan, « La mission de J. de Lucchésini à Paris en 1811 », Revue historique, Paris, Nogent-le-Rotrou : impr. de Daupeley-Gouverneur, vol. tome CXXX,‎ 1919 (BNF 34030118, lire en ligne)

### Ouvrages
- Paul Fleuriot de Langle, Notice sur la bibliothèque napoléonienne Paul Marmottan et son fondateur (1856–1932), Boulogne-sur-Seine, 19, rue Salomon Reinach ; impr. Frazier-Soye, Paris, s. d. [post 1938], 32 p. (notice BnF no  FRBNF34206809)

### Articles
- Bruno Foucart, « Paul Marmottan », Célébrations nationales 2006, Paris, Direction des archives de France, 2005.
- Ulrich Leben, « Paul Marmottan », dans Philippe Sénéchal et Claire Barbillon, dir., Dictionnaire critique des historiens de l'art, 2020.